# Фоминское (Махнёвское муниципальное образование)
Фоминское — село в Алапаевском районе Свердловской области России, входящее в Махнёвское муниципальное образование.

## Географическое положение
Село расположено в 80 км (в 120 км по автодороге) к северу-северо-востоку от города Алапаевска, на правом берегу реки Тагил. В окрестностях села расположены два озера-старицы.

## История села
Через это село проходил известный путь — Бабихинский волок.

### Зосимо-Савватиевская церковь
В 1825 году была заложена каменная двухпрестольная церковь, главный храм которой был освящён в честь преподобных Зосимы и Савватия Соловецких в 1833 году, а придел был заложен в 1884 году и был освящён в честь святого Николая, архиепископа Мирликийского 22 марта 1887 года. Храм был закрыт в 1930-е году, а в советское время был снесён.

## Население
| 2002 | 2010 |
| ---- | ---- |
| 131  | ↘82  |

## Известные уроженцы
- Трифонов Александр Николаевич (1951—2022) — кандидат исторических наук, доцент, специалист по отечественной истории XX века и истории советского Урала.